# Жан Грегуар
Жан Грегуар (фр. Jean Grégoire, 27 липня 1922, Валанс — 14 вересня 2013) — французький футболіст, що грав на позиції захисника, зокрема за «Стад Франсе» та «Ред Стар», а також за національну збірну Франції.

## Клубна кар'єра
У дорослому футболі дебютував 1942 року виступами за команду «Шамбері», в якій провів один сезон, згодом протягом 1943—1944 років захищав кольори клубу «ЕФ Гренобль-Дофіне».
1944 року став гравцем клубу «Стад Франсе». Відіграв за паризьку команду наступні чотири сезони своєї ігрової кар'єри.
1948 року уклав контракт з клубом «Ред Стар», у складі якого провів наступні два роки своєї кар'єри гравця. Більшість часу, проведеного у складі «Ред Стар», був основним гравцем захисту команди.
Згодом з 1950 по 1953 рік грав у складі команд «Стад Франсе» та «Анже».
Завершив ігрову кар'єру у команді «Руан», в якій протягом 1953—1954 років був граючим тренером.

## Виступи за збірну
1947 року дебютував в офіційних матчах у складі національної збірної Франції.
Загалом протягом чотирирічної кар'єри в національній команді провів у її формі 10 матчів.